# Statul Adamawa
Adamawa este un stat  în Nigeria. Reședința sa este orașul Yola.